# SVGG
SVGG (Sportvereniging Gedeon Garde) is een Nederlandse amateurvoetbalclub uit de Oost-Gelderse plaats Megchelen. De club is opgericht op 1 augustus 1946 uit een fusie van alle Megchelse voetbalclubs. Het eerste elftal van SVGG speelt in de Vijfde klasse zondag (2020/21).

## Historie
Voor de oprichting van SVGG was er ook al voetbal in clubverband. In 1917 werd er een vereniging opgericht onder de naam Concordia. Een eigen sportpark was er toentertijd nog niet, er werd bij plaatselijke boeren in weilanden gespeeld. In 1926 werd 'Advendo' opgericht. Deze club werd in 1929 ongeslagen kampioen van de tweede klasse U.V.B. (Utrechtse Voetbal Bond). Na Advendo was S.V.M. (Sportvereniging Voorwaarts Megchelen) de volgende voetbalclub van Megchelen. Door het uitbreken van de Tweede Wereldoorlog werd S.V.M. op 13 september 1941 opgeheven.

## Oprichting
Na de oorlog werden, op initiatief van pater Terhorst, alle sportverenigingen in Megchelen gebundeld tot één vereniging. Deze werd de Gedeon Garde genoemd. Op 1 augustus 1946 werd het initiatief genomen om vanuit deze Gedeon Garde een voetbalvereniging op te richten. Op 27 augustus 1946 werd de oprichtingsvergadering gehouden in café de Kievit.
Op 16 oktober 1946 werd de openingswedstrijd gespeeld. Het voetbalterrein werd feestelijk geopend onder muzikale begeleiding van St. Caecilia. Pastoor Mölder zegende het terrein in en verrichtte daarna zelf de aftrap. In een spannende wedstrijd tegen Ajax Breedenbroek werd verloren met 3-1.

## Clubkleuren
Van 1946 tot 1949 werd gespeeld in een zwarte broek en wit shirt. In 1949 werd het een zwarte broek met een blauw-wit shirt en weer een jaar later speelde S.V.G.G. in witte broek en blauw shirt met blauwe kousen.

## Sportpark
Tot 1966 werd er bij gebrek aan een sportpark in weilanden bij plaatselijke boeren gevoetbald. De velden waren niet altijd even goed bespeelbaar, en vaak was het niet de vraag om met 'wind mee of wind tegen' te beginnen, maar 'bergop of bergaf'. Op 20 augustus 1967 werd Sportpark 'De Biel' aan de Nieuweweg in gebruik genomen. Dit is vanaf toen altijd de thuishaven van S.V.G.G. geweest. Vanaf seizoen 1973-1974 is daar tevens een clubgebouw met kantine aan toegevoegd.

## Competitieresultaten 1997–2018
| 8 5C |

| 12 5C |

| 2 6F |

| 11 5C |

| 3 6F |

| 2 6F |

| 2 6F |

| 7 6F |

| 7 6E |

| 6 6E |

| 4 6E |

| 9 6D |

| 8 6D |

| 5 6D |

| 10 5C |

| 12 5C |

| 6 6B |

| 11 5C |

| 11 5D |

| 8 5D |

| 4 5C |

| 11 4C |

| - 4C |

| Vijfde klasse | Zesde klasse |

In elke staaf van de grafiek staat van boven naar beneden vermeld: 
- Eindnotering

Dit is de positie die de club heeft bereikt in de competitie, zonder eventuele beslissings-, play-off- of nacompetitiewedstrijden die nodig zijn geweest om bijvoorbeeld de kampioen van de competitie te bepalen.
Indien een * achter het getal staat is de notering een tussenstand en kan het zijn dat de notering niet overeenkomt met de uiteindelijke eindstand van de competitie.
Staat er een - dan is het seizoen nog bezig en is er geen definitieve uitslag bekend.
Staat er xx op de positie van de notering, dan heeft de club vroegtijdig de competitie verlaten. Dit kan onder andere komen door terugtrekking van het team, faillissement van de club of door een uitgedeelde straf van de KNVB. In veel gevallen staat elders in het artikel de reden vermeld.
Staat er een ? dan is het resultaat uit het verleden onbekend, en is alleen de competitie of het niveau bekend van dat seizoen.
In de seizoenen 2019/20 en 2020/21 werd wegens de coronacrisis het amateurvoetbal afgebroken. Daardoor kennen deze staven geen eindklassering (middels -- weergegeven).
- Competitieniveau en afdelingsletter of Officiële eindstand Eredivisie
  - Competitieniveau en afdelingsletter

Hierbij geeft het getal het niveau weer, dat ook terug te vinden is in de legenda. De letter is de afdelingsaanduiding en wordt gebruikt wanneer er meer afdelingen zijn op hetzelfde niveau. De afdelingsletter is altijd een hoofdletter en wordt meestal zonder nummer gebruikt.
Voorbeeld: 2F is niveau 2e klasse competitie F.
Het competitieniveau en nummer wordt niet vermeld wanneer er slechts één competitie van dit niveau was.
  - Officiële eindstand Eredivisie (getal staat tussen haakjes vermeld)

Sinds de introductie van play-offwedstrijden voor Europees voetbal na afloop van de reguliere competitie in 2005/06, is de KNVB verplicht een eindstand van de Eredivisie door te geven aan de UEFA aan de hand van deze play-offwedstrijden.
Bij deze eindstand staan clubs die zich hebben gekwalificeerd voor Europees voetbal hoger dan clubs die zich niet wisten te kwalificeren. Indien er geen verschil was tussen de eindnotering en de officiële eindstand, staat dit getal niet vermeld.

- Onderafdeling

Hier staat afgekort de naam van de onderafdeling indien de club in dat jaar in een onderafdeling uitkwam. Tevens staat deze afkorting in de legenda en wordt gelinkt naar het artikel over deze onderafdeling. Deze afkorting wordt alleen vermeld wanneer de club in het verleden in verschillende onderafdelingen heeft gespeeld. Deze vermelding is in de staaf altijd in kleine letters. Deze onderafdelingen zijn na het seizoen 1995/96 afgeschaft. Heeft de club in slechts één onderafdeling gespeeld, dan is dit alleen terug te vinden in de legenda.
Onder de staaf staat het jaartal vermeld waarin het seizoen is afgesloten. 15 verwijst naar het seizoen 2014/15 of eventueel het seizoen 1914/15.
Wanneer een staaf leeg is, zijn deze gegevens niet bekend. Het kan ook zijn dat de club dat seizoen niet heeft meegespeeld op het hogere amateurniveau, vroegtijdig de competitie heeft verlaten of uit de competitie is gezet.

In het seizoen 1944/45 was er wegens de Tweede Wereldoorlog geen regulier competitievoetbal.